# Theydon Bois (métro de Londres)
Theydon Bois est une station de la Central line, du métro de Londres, en zone 6. Elle est située, hors des limites du Grand Londres, à Theydon Bois, district d'Epping Forest dans le comté de l'Essex.

## Histoire
La station, alors dénommée Theydon est mise en service le 24 avril 1865 par le Great Eastern Railway. Elle est renommée Theydon Bois le premier décembre de cette même année,.
Elle est rouverte, après travaux et retards dus aux conflits mondiaux, comme station du métro de Londres le 25 septembre 1949, lors du remplacement de la vapeur par un service voyageurs en trains électriques sur la Central line,.

## Services aux voyageurs

### Desserte

Installations et desserte
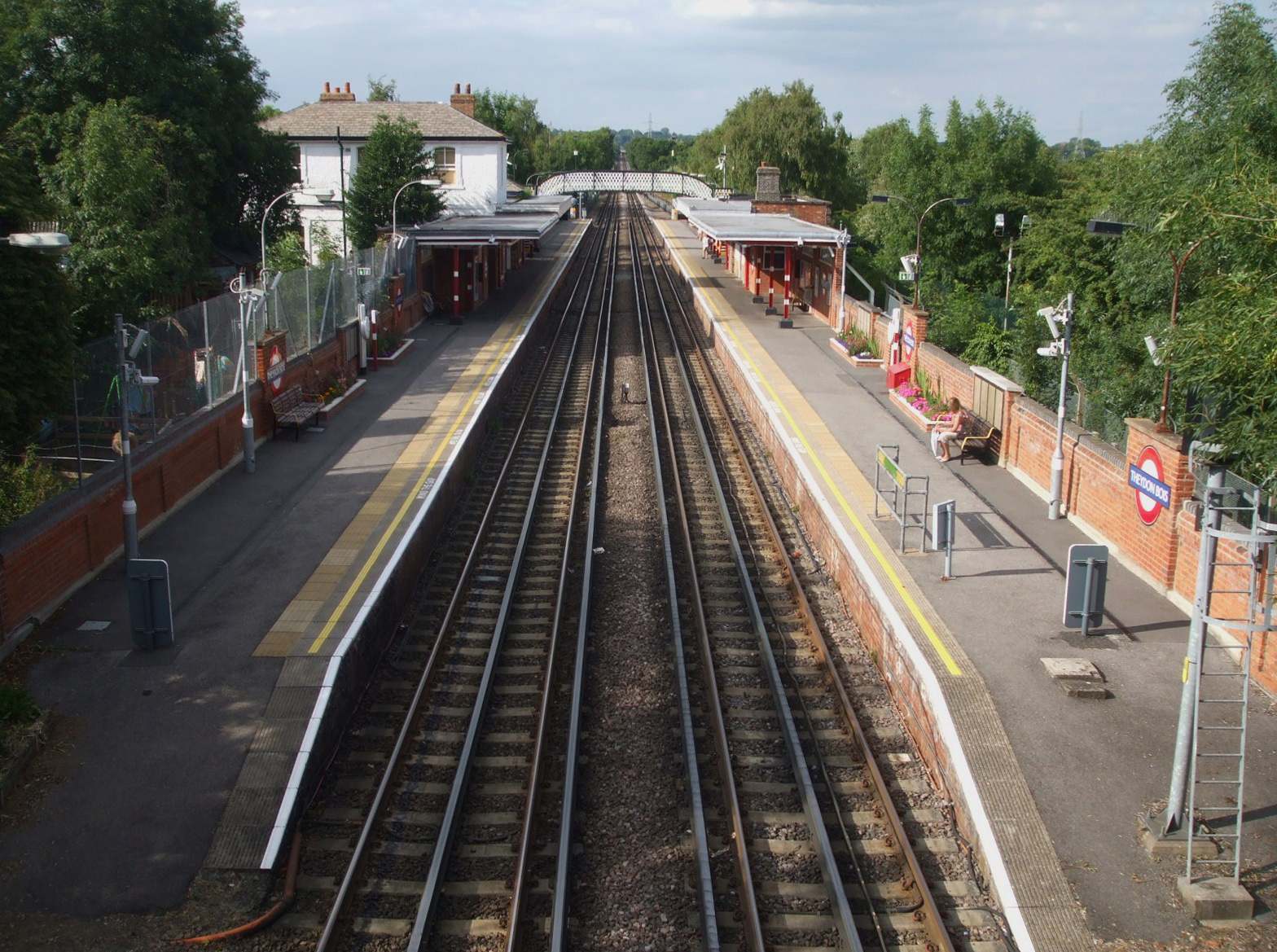
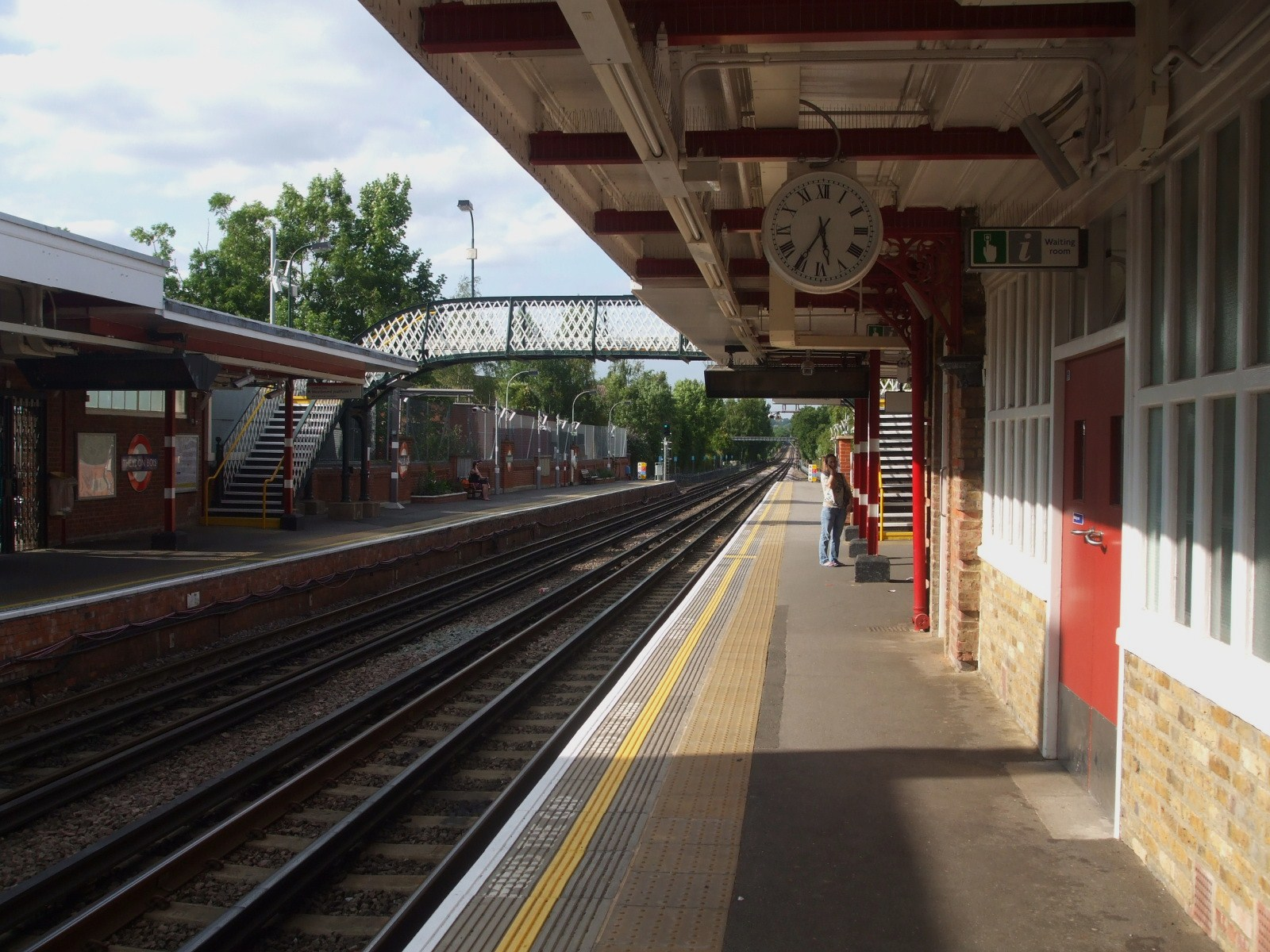
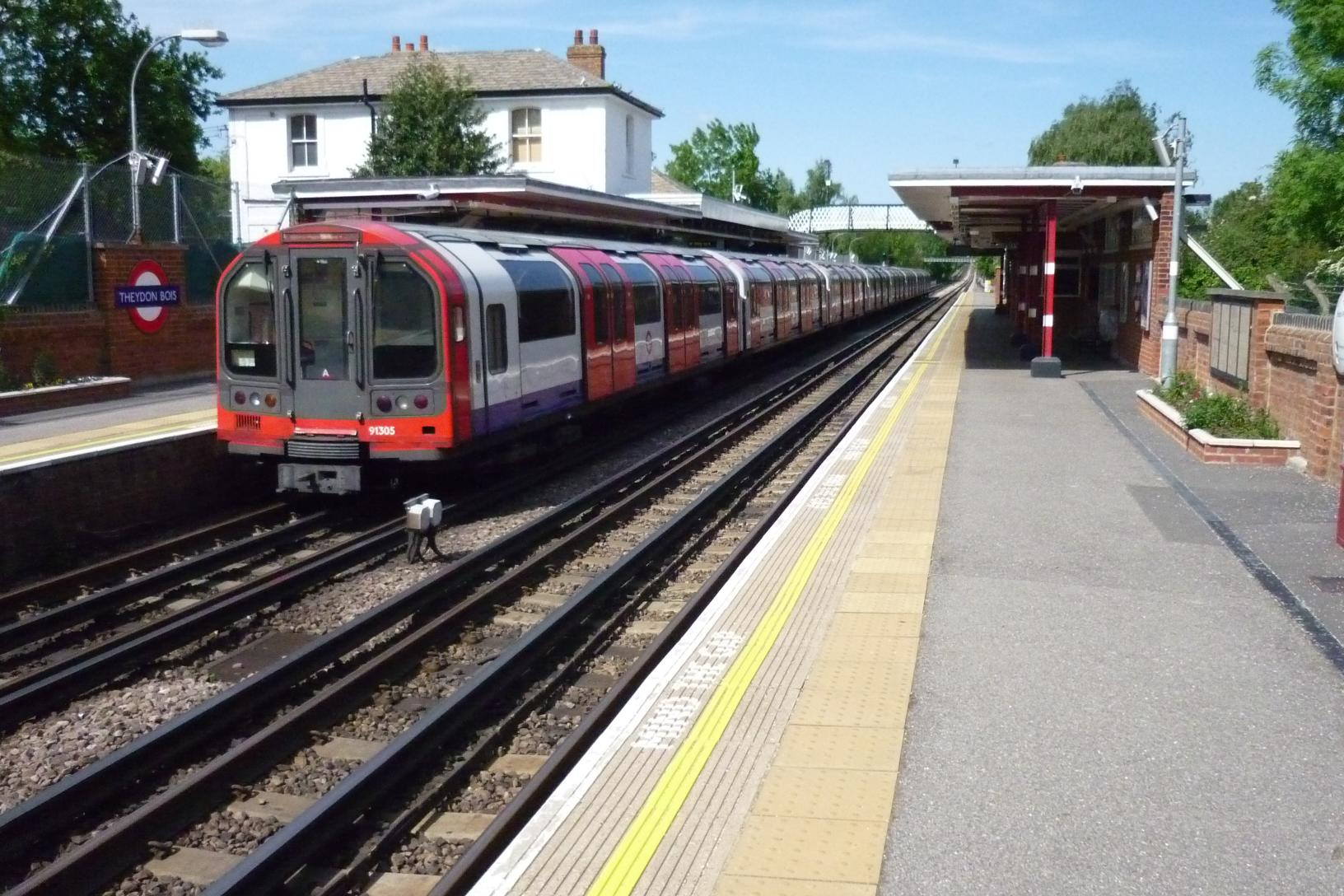

## À proximité
- Theydon Bois